# Haarle (Tubbergen)
Pour les articles homonymes, voir Haarle.
Haarle est un hameau situé dans la commune néerlandaise de Tubbergen, dans la province d'Overijssel. Le 1er janvier 2007, Haarle comptait 143 habitants.